# فلوريان فوغل
فلوريان فوغل (بالألمانية: Florian Vogel)‏ هو سباح ألماني، ولد في 2 سبتمبر 1994.

## روابط خارجية
- فلوريان فوغل على موقع الاتحاد الدولي للسباحة (الإنجليزية)
- فلوريان فوغل على موقع SwimRankings.net (الإنجليزية)
- فلوريان فوغل على موقع اللجنة الأولمبية الدولية (الإنجليزية)
- فلوريان فوغل على موقع أوليمبيديا (الإنجليزية)
- فلوريان فوغل على موقع اللجنة الأولمبية الألمانية (الألمانية)